# Похідна за напрямком
У математиці, зокрема математичному аналізі похідною за напрямком у деякій точці називається величина, що інтуїтивно показує швидкість зміни значення функції під час руху в напрямку деякого вектора. 
Поняття похідної за напрямком узагальнює часткові похідні, які є похідними в напрямку координатних прямих. 
У випадку аналізу на многовидах узагальненням похідної за напрямком є дотичний вектор.

## Формальне визначення
Похідною функції 
{\displaystyle f(p)=f(p_{1},p_{2},\ldots ,p_{n})}
за напрямком
{\displaystyle \mathbf {v} =(v_{1},\ldots ,v_{n})}
є функція визначена рівністю: 
{\displaystyle \nabla _{\mathbf {v} }{f}(p)=\lim _{h\rightarrow 0}{\frac {f(p+h\mathbf {v} )-f(p)}{h}}.}

## Властивості

### Властивості оператора∇v{\displaystyle \nabla _{\mathbf {v} }}
Похідна по напрямку має багато властивостей, які задовольняє і звичайна похідна.  Нижче  {\displaystyle \mathbf {v} =(v_{1},\ldots ,v_{n})}— деякий фіксований вектор, а f і g — функції визначені в деякому околі точки p для яких в цій точці існує похідна за напрямком v. Тоді справедливі наступні твердження:
- Правило суми:

{\displaystyle \nabla _{\mathbf {v} }(f+g)=\nabla _{\mathbf {v} }f+\nabla _{\mathbf {v} }g}
- Множення на константу: Для довільного числа  {\displaystyle c\in \mathbb {R} } ,

{\displaystyle \nabla _{\mathbf {v} }(cf)=c\nabla _{\mathbf {v} }f}
- Правило добутку:

{\displaystyle \nabla _{\mathbf {v} }(fg)=g\nabla _{\mathbf {v} }f+f\nabla _{\mathbf {v} }g}
- Правило частки: Якщо також {\displaystyle g(x)\neq 0,} то

{\displaystyle \nabla _{\mathbf {v} }\left({\frac {f}{g}}\right)=(g\nabla _{\mathbf {v} }f-f\nabla _{\mathbf {v} }g)g^{-2}}
- Диференціювання складеної функції: Якщо g має похідну по напрямку v в точці p, а функція h є диференційовною в точці g(p), То

{\displaystyle \nabla _{\mathbf {v} }(h\circ g)(p)=h'(g(p))\nabla _{\mathbf {v} }g(p).}

### Властивості простору похідних за напрямками
- Нехай для функції f в точці p існує похідна за напрямком v. Тоді для цієї функції в точці p існує похідна за напрямком cv для довільного числа  {\displaystyle c\in \mathbb {R} } і виконується рівність:

{\displaystyle \nabla _{c\mathbf {v} }(f)=c\nabla _{\mathbf {v} }f.}
- Якщо функція {\displaystyle \nabla _{\mathbf {v} }{f}(p)} визначена в деякому околі точки p і неперервна в цій точці і також у точці p існує похідна функції f за напрямком {\displaystyle \mathbf {u} =(u_{1},\ldots ,u_{n})}  то визначена також {\displaystyle \nabla _{\mathbf {v+u} }{f}(p)}  і виконується рівність:

{\displaystyle \nabla _{\mathbf {v+u} }{f}(p)=\nabla _{\mathbf {v} }{f}(p)+\nabla _{\mathbf {u} }{f}(p)}
- З попереднього також випливає що якщо всі часткові похідні {\displaystyle {\frac {\partial f}{\partial x_{i}}}(p)} є визначені в околі точки p і неперервні в ній то існує похідна {\displaystyle \nabla _{\mathbf {v} }{f}(p)} для довільного вектора {\displaystyle \mathbf {v} =(v_{1},\ldots ,v_{n})} і вона рівна:

{\displaystyle \nabla _{\mathbf {v} }{f}(p)=\sum _{i=1}^{n}v_{i}{\frac {\partial f}{\partial x_{i}}}(p).}
Множина похідних за напрямком у цьому випадку є векторним простором розмірності n.

## Випадок диференційовних функцій
Якщо функція {\displaystyle f} є диференційовною в точці {\displaystyle p}, тоді в цій точці функція має похідні по усіх напрямках і
{\displaystyle \nabla _{\mathbf {v} }{f}(p)=\nabla {f}(p)\cdot \mathbf {v} }
де {\displaystyle \nabla } — градієнт функції, а {\displaystyle \cdot } — скалярний добуток.

### Доведення
Для диференційовної функції в точці {\displaystyle p} маємо:
{\displaystyle f(p+h\mathbf {v} )=f(p)+\nabla f(p)\cdot h\mathbf {v} +o(h)}
Звідси отримуємо:
{\displaystyle \nabla _{\mathbf {v} }{f}(p)=\lim _{h\to 0}{\frac {f(p+h\mathbf {v} )-f(p)}{h}}=\lim _{h\to 0}{\frac {\nabla f(p)\cdot h\mathbf {v} +o(h)}{h}}=\lim _{h\to 0}{\frac {\nabla f(p)\cdot h\mathbf {v} }{h}}+\lim _{h\to 0}{\frac {o(h)}{h}}}
І оскільки згідно означення:
{\displaystyle \lim _{h\to 0}{\frac {o(h)}{h}}=0}
Остаточно отримуємо:
{\displaystyle \nabla _{\mathbf {v} }{f}(p)=\nabla f(p)\cdot \mathbf {v} }

### Приклад
Загалом проте функція може бути недиференційовною навіть якщо вона має похідні за всіма напрямками. 
Прикладом є функція {\displaystyle f(x,y)={\sqrt[{3}]{x^{2}y}}.}  Для неї {\displaystyle {\frac {\partial f}{\partial x}}(0,0)={\frac {\partial f}{\partial y}}(0,0)=0} і загалом для вектора {\displaystyle \mathbf {v} =(v_{1},v_{2})} похідна за напрямком {\displaystyle \nabla _{\mathbf {v} }(f)(0,0)={\sqrt[{3}]{v_{1}^{2}v_{2}}}.}  Якщо {\displaystyle v_{1},v_{2}\neq 0,} то очевидно {\displaystyle \nabla _{\mathbf {v} }(f)\neq 0,} тоді як {\displaystyle \nabla f(0,0)\cdot \mathbf {v} =0.} Тож {\displaystyle \nabla f(0,0)\cdot \mathbf {v} \neq \nabla _{\mathbf {v} }(f)(0,0)}і функція не може бути диференційовною.

### Характеристика похідних за напрямком для диференціальних функцій
Якщо деякий оператор {\displaystyle D(f),} що кожній диференційовній в околі точки p функції присвоює деяке дійсне число, задовольняє описаним вище правилам суми, добутку і множення на константу то {\displaystyle D(f)=\nabla _{\mathbf {v} }{f},} для деякого вектора {\displaystyle \mathbf {v} =(v_{1},\ldots ,v_{n}).}

#### Доведення
Функція f згідно означення є диференційовною зокрема в деякій кулі з центром у точці {\displaystyle p=(p_{1},\ldots ,p_{n})}. Позначаючи {\displaystyle y=(y_{1},\ldots ,y_{n})} — деяку точку в цій кулі можна записати:
{\displaystyle {\begin{aligned}f(y_{1},\ldots ,y_{n})=&f(y_{1},\ldots ,y_{n})-f(y_{1},\ldots ,y_{n-1},p_{n})+\\&f(y_{1},\ldots ,y_{n-1},p_{n})-f(y_{1},\ldots ,y_{n-2},p_{n-1},p_{n})+\ldots +\\&f(y_{1},p_{2},\ldots ,p_{n})-f(p_{1},\ldots ,p_{n})+f(p_{1},\ldots ,p_{n}).\end{aligned}}}
Зважаючи, що 
{\displaystyle f(y_{1},\ldots ,y_{k},p_{k+1},\ldots ,p_{n})-f(y_{1},\ldots ,y_{k-1},p_{k},\ldots ,p_{n})=\int _{0}^{1}{df \over dx_{k}}{\Big (}y_{1},\ldots ,p_{k}+t(y_{k}-p_{k}),p_{k+1},\ldots ,p_{n}{\Big )}(y_{k}-p_{k})dt}
де {\displaystyle {df \over dx_{k}}}позначає часткову похідну по k - ій змінній, можна записати:
{\displaystyle f(y_{1},\ldots ,y_{n})=f(p_{1},\ldots ,p_{n})+\sum _{i=1}^{n}(y_{i}-p_{i})f_{i}(y_{1},\ldots ,y_{n}),}
де {\displaystyle f_{k}(y_{1},\ldots ,y_{n})=\int _{0}^{1}{df \over dx_{k}}{\Big (}y_{1},\ldots ,p_{k}+t(y_{k}-p_{k}),p_{k+1},\ldots ,p_{n}{\Big )}dt.}
Зокрема {\displaystyle f_{k}(p_{1},\ldots ,p_{n})={df \over dx_{k}}(p_{1},\ldots ,p_{n}).}
З властивостей оператора маємо {\displaystyle D(c)=cD(1)=cD(1\cdot 1)=c(1\cdot D(1)+D(1)\cdot 1)=2cD(1)\implies D(c)=0,}
де c — довільна стала функція.
Тому з використанням попереднього запису функції в межах кулі:
{\displaystyle {\begin{aligned}D(f)(p)&=\sum _{i=1}^{n}{\Big (}D(x_{i})f_{i}(x_{1},\ldots ,x_{n})+(x_{i}-p_{i})D(f(x_{1},\ldots ,x_{n})){\Big )}(p)\\&=\sum _{i=1}^{n}(D(x_{i})f_{i})(p)\end{aligned}}}
Позначивши {\displaystyle v_{i}:=D(x_{i})} і зважаючи, що {\displaystyle f_{k}(p)={df \over dx_{k}}(p)} маємо {\displaystyle D(f)(p)=\nabla {f}(p)\cdot \mathbf {v} ,} тобто {\displaystyle D(f)(p)} є похідною в напрямку {\displaystyle \mathbf {v} =(v_{1},\ldots ,v_{n}).}

### Напрямок найшвидшого зростання функції
Оскільки похідну за напрямком можна інтерпретувати, як швидкість зміни функції піч час руху в даному напрямку, то природно виникає питання про напрямок по якому функція зростає найшвидше.
Оскільки похідна за напрямком пропорційна довжині вектора то це питання має зміст лише при розгляді векторів однієї довжини, наприклад одиничних векторів. Тоді можна записати {\displaystyle \mathbf {v} =(\cos \alpha _{1},\ldots ,\cos \alpha _{n}),} де {\displaystyle \alpha _{1},\ldots ,\alpha _{n}} — кути між вектором {\displaystyle \mathbf {v} } і базисними векторами {\displaystyle \mathbf {e} _{1},\ldots ,\mathbf {e} _{n}.}
Для довільного такого вектора можна записати:
{\displaystyle \nabla _{\mathbf {v} }{f}(p)=\nabla {f}(p)\cdot \mathbf {v} =|\nabla {f}(p)|\left({\frac {\nabla {f}(p)}{|\nabla {f}(p)|}}\cdot \mathbf {v} \right)=|\nabla {f}(p)|\cdot \cos \gamma }, де {\displaystyle \gamma } — кут між одиничними векторами {\displaystyle {\frac {\nabla {f}(p)}{|\nabla {f}(p)|}}} і {\displaystyle \mathbf {v} }. Очевидно, що значення косинуса буде найбільшим коли ці вектори будуть рівними, тобто {\displaystyle \mathbf {v} ={\frac {\nabla {f}(p)}{|\nabla {f}(p)|}}.} Тоді {\displaystyle \nabla _{\mathbf {v} }{f}(p)=|\nabla {f}(p)|={\sqrt {\left({df \over dx_{1}}\right)^{2}+\ldots +\left({df \over dx_{n}}\right)^{2}}}.}
Отож напрямок найшвидшого зростання функції задається вектором {\displaystyle {\frac {\nabla {f}(p)}{|\nabla {f}(p)|}},} а сама швидкість зростання в цьому напрямку рівна {\displaystyle |\nabla {f}(p)|.}